# Coppa Bernocchi 2024
De 105e editie van de Italiaanse wielerwedstrijd Coppa Bernocchi werd verreden op 7 oktober 2024 met start en finish in Legnano. Titelverdediger was de Belg Wout van Aert, zijn opvolger werd na 174,3 kilometer koers zijn landgenoot Stan Van Tricht.

## Verloop
Al vroeg in de koers vertrokken vijf renners in de aanval, bestaande uit de Belg Stan Van Tricht, Nederlander Bart Lemmen, Italiaan Alessandro Pinarello en de Fransen Pierre Latour en Anthony Perez. Op vijftien kilometer voor de finish ging Lemmen solo in de aanval. Hierdoor bestond de kopgroep uit de volgende zes renners: Roger Adrià, Alex Baudin, Neilson Powless, Pavel Sivakov, Pinarello en Van Tricht. Met nog amper een kilometer te gaan werd Lemmen gegrepen door zijn medevluchters. In een sprint om de eindzege bleek Van Tricht de sterkste. Waar het Lemmen niet lukte om zijn eerste profzege te boeken werd dit door Van Tricht wel bewerkstelligd.
De wedstrijd was onderdeel van de UCI ProSeries.

## Uitslag
| Plaats  | Naam                 | Ploeg                           | tijd     |
| ------- | -------------------- | ------------------------------- | -------- |
| Winnaar | Stan Van Tricht      | Alpecin-Deceuninck              | 3u50'10" |
| 2       | Alex Baudin          | Decathlon AG2R La Mondiale Team | z.t.     |
| 3       | Roger Adrià          | Red Bull-BORA-hansgrohe         | z.t.     |
| 4       | Neilson Powless      | EF Education-EasyPost           | z.t.     |
| 5       | Bart Lemmen          | Team Visma\|Lease a Bike        | z.t.     |
| 6       | Pavel Sivakov        | UAE Team Emirates               | + 3"     |
| 7       | Alessandro Pinarello | VF Group-Bardiani CSF-Faizanè   | + 5"     |
| 8       | Dorian Godon         | Decathlon AG2R La Mondiale Team | + 1'27"  |
| 9       | Francesco Busatto    | Intermarché-Wanty               | z.t.     |
| 10      | Marijn van den Berg  | EF Education-EasyPost           | z.t.     |

1919 · 1920 · 1921 · 1922 · 1923 · 1924 · 1925 · 1926 · 1927 · 1928 · 1929 · 1930 · 1931 · 1932 · 1933 · 1934 · 1935 · 1936 · 1937 · 1938 · 1939 · 1940 · 1941 · 1942 · 1943 · 1944 · 1945 · 1946 · 1947 · 1948 · 1949 · 1950 · 1951 · 1952 · 1953 · 1954 · 1955 · 1956 · 1957 · 1958 · 1959 · 1960 · 1961 · 1962 · 1963 · 1964 · 1965 · 1966 · 1967 · 1968 · 1969 · 1970 · 1971 · 1972 · 1973 · 1974 · 1975 · 1976 · 1977 · 1978 · 1979 · 1980 · 1981 · 1982 · 1983 · 1984 · 1985 · 1986 · 1987 · 1988 · 1989 · 1990 · 1991 · 1992 · 1993 · 1994 · 1995 · 1996 · 1997 · 1998 · 1999 · 2000 · 2001 · 2002 · 2003 · 2004 · 2005 · 2006 · 2007 · 2008 · 2009 · 2010 · 2011 · 2012 · 2013 · 2014 · 2015 · 2016 · 2017 · 2018 · 2019 · 2020 · 2021 · 2022 · 2023 · 2024
Ronde van Valencia ·
Figueira Champions Classic ·
Ronde van Oman ·
Clásica de Almería ·
Ronde van de Algarve ·
Ruta del Sol ·
Ardèche Classic ·
Drôme Classic ·
Kuurne-Brussel-Kuurne ·
Trofeo Laigueglia ·
Nokere Koerse ·
Milaan-Turijn ·
GP Denain ·
Bredene Koksijde Classic ·
Grote Prijs Miguel Indurain ·
Scheldeprijs ·
Brabantse Pijl ·
Ronde van de Alpen ·
Ronde van Turkije ·
Grote Prijs van Plumelec ·
Tro Bro Léon ·
Ronde van Hongarije ·
Vierdaagse van Duinkerke ·
Boucles de la Mayenne ·
Ronde van Noorwegen ·
Circuit Franco-Belge ·
Brussels Cycling Classic ·
Dwars door het Hageland ·
Ronde van België ·
Ronde van Slovenië ·
Ronde van het Qinghaimeer ·
Ronde van Wallonië ·
Arctic Race of Norway ·
Ronde van Burgos ·
Ronde van Denemarken ·
Ronde van Duitsland ·
Maryland Cycling Classic ·
Ronde van Groot-Brittannië ·
Grote Prijs van Fourmies ·
GP Industria & Artigianato-Larciano ·
Coppa Sabatini ·
Grote Prijs van Wallonië ·
Ronde van Luxemburg ·
Super 8 Classic ·
Ronde van Langkawi ·
Ronde van het Münsterland ·
Ronde van Emilia ·
Parijs-Tours ·
Coppa Bernocchi ·
Ronde van de Drie Valleien ·
Ronde van Piemonte ·
Ronde van het Taihu-meer ·
Ronde van Veneto ·
Japan Cup ·
Veneto Classic